# Hydnocarpus castanea
Hydnocarpus castanea är en tvåhjärtbladig växtart som beskrevs av Joseph Dalton Hooker och Thoms.. Hydnocarpus castanea ingår i släktet Hydnocarpus och familjen Achariaceae. Inga underarter finns listade i Catalogue of Life.